# Rob Epstein
Robert P. Epstein, plus connu comme Rob Epstein, est un réalisateur de cinéma américain, né le 6 avril 1955 au New Jersey.
Militant gay, il a remporté deux Oscar du meilleur film documentaire :
- The Times of Harvey Milk (1984)
- Common Threads: Stories from the Quilt (1990).

Avec son collègue Jeffrey Friedman, il a dirigé en 1995 The Celluloid Closet, un film basé sur l'essai éponyme (The Celluloid Closet) de Vito Russo sur l'homosexualité au cinéma. Tous deux ont ensuite réalisé en 2000 Paragraphe 175, d'après le paragraphe 175, à partir d'entretiens avec des homosexuels déportés sous le nazisme. Ces deux documentaires ont remporté le Teddy Award lors de la Berlinale.

## Filmographie
- 1984 : The Times of Harvey Milk
- 1995 : The Celluloid Closet
- 2000 : Paragraphe 175
- 2010 : Howl
- 2012 : Lovelace